# Cheikou Cissé
Pour les articles homonymes, voir Cissé.
Cheikou Cissé (Chorboze, 1890 - Cayenne, 22 mai 1945) est un tirailleur sénégalais, né au Soudan Français actuel (Mali en 1918) et mort à Cayenne (Guyane), il a été condamné à une peine de déportation en 1918. Cissé a été le dernier bagnard de Nouvelle-Calédonie, les autres ayant été transférés en Guyane française.

## Biographie
En octobre 1914, Cheikou Cissé est recruté et incorporé au 4e régiment de tirailleurs sénégalais. Il participe à la Première Guerre mondiale : après avoir rejoint le front en Europe, il est trois fois blessé au Maroc et aux Dardanelles. En 1917, il est rapatrié au Sénégal. Les autorités le contraignent à y rester, malgré ses demandes de rejoindre sa famille au Soudan français (actuel Mali). Le 17 octobre 1917, il est arrêté à Dakar pour « complot contre la sûreté de l'État » et « excitation à la guerre civile ». Il est traduit devant le 1er conseil de guerre permanent du Sénégal, séant à Dakar. Le 18 avril 1918, celui-ci le condamne à la déportation « simple », à perpétuité et à la dégradation militaire pour « avoir participé à un complot ayant pour but d'exciter à la guerre civile » et « s'être rendu complice d'un vol de 19 fusils appartenant à l'État, vol commis à l'aide d'effraction extérieure ». Il passe quatre ans à la prison de Dakar, puis deux ans à celle de Barberousse à Alger,. Il est ensuite transféré « par erreur », à l'île du Diable en Guyane. Il y reste vingt-deux mois. Fin 1924, il est transféré au bagne de Nouvelle-Calédonie. Cinq recours en grâce sont rejetés : le premier le 6 février 1924, par décision du président de la République, Alexandre Millerand ; les quatre autres — les 16 décembre 1925, 14 septembre 1927, 8 septembre 1928 et 30 novembre 1931 — par décisions ministérielles. Lorsque la loi du 31 mars 1931 désaffecte définitivement la Nouvelle-Calédonie comme lieu de déportation, il est le seul « déporté politique » à y être détenu. Il est alors transféré en Guyane. N'ayant pas bénéficié de l'amnistie de 1924, il ne bénéficie pas davantage de celle de 1932.
Cheikou Cissé devient alors l'objet d'une campagne visant à sa libération, organisée par la gauche, les associations anticolonialistes, le Secours rouge international et le député André Marty (membre du Comité central du Parti communiste français). Le ministre de la Guerre Paul Painlevé, membre de la Ligue des droits de l'homme, rejette par une lettre du 17 décembre 1925 la requête en grâce formulée par André Marty[réf. nécessaire]. En 1932, à Moscou, le Secours rouge international (SRI) nomme par acclamation comme présidents d'honneurs Cheikou Cissé, Gorki et Heywood.
Le 7 avril 1933, le SRI expédie, depuis Paris, un colis à l'attention de Cheikou Cissé. Le 21 juillet, le colis revient au SRI avec la mention « Décédé ». Le journal Le Cri des nègres annonce alors la mort de Cissé en titrant : « Cheikou Cissé est mort »,. Le 4 octobre 1933, L'Humanité lui consacre un article rappelant son parcours et s'interrogeant sur son décès. Par une lettre datée du 23 septembre, le député Lucien Monjauvis s'enquiert du sort de Cheikou Cissé auprès du directeur de l'administration pénitentiaire à Cayenne. Par une lettre datée du datée du 25 novembre, celui-ci lui répond que « Cheikou-Cissé, autorisé à résider à Cayenne par décision du gouverneur en date du 14 février 1933, s'y trouve encore actuellement. Il jouit d'une bonne santé et se tient bien. ». Il serait mort le 22 mai 1945, selon les Archives nationales d'outre-mer.